# Cladocarpus carinatus
Cladocarpus carinatus är en nässeldjursart som beskrevs av Nutting 1900. Cladocarpus carinatus ingår i släktet Cladocarpus och familjen Aglaopheniidae. Inga underarter finns listade i Catalogue of Life.